# Iso-Korpinen
Iso-Korpinen eller Korpinen är en sjö i Finland. Den ligger i kommunen Viitasaari i landskapet Mellersta Finland, i den centrala delen av landet, 300 km norr om huvudstaden Helsingfors. Iso-Korpinen ligger 127,1 meter över havet. Den är 6,2 meter djup. Arean är 1,87 kvadratkilometer och strandlinjen är 10,29 kilometer lång. Sjön  ingår i Kymmene älvs huvudavrinningsområde.   I omgivningarna runt Iso-Korpinen växer i huvudsak blandskog.